# Paramétrisation post-newtonienne
Cet article concerne un concept de physique. Pour les autres significations, voir Paramétrage et Paramétrisation (modèle atmosphérique).
La théorie de la relativité générale d'Einstein (1915) est une théorie relativiste de la gravitation. Dans le système solaire, les champs de gravitation sont faibles, et les vitesses {\displaystyle v} des objets cosmiques sont en général très faibles devant la vitesse de la lumière dans le vide {\displaystyle c}.
Un développement post-newtonien est un développent en puissance de {\displaystyle \left(v/c\right)}. Il peut s'écrire :
{\displaystyle \phi \left(f\right)=\sum _{i}\varphi _{i}},
où {\displaystyle \varphi _{i}} est l'ordre {\displaystyle \left(v/c\right)^{i}} et est appelé « ordre {\displaystyle \left(i/2\right)\mathrm {PN} } ».
L'ordre newtonien correspond à {\displaystyle i=0} (« ordre {\displaystyle 0\;\mathrm {PN} } »).
L'ordre 1PN a été obtenu dès 1917 par Johannes Droste (1886-1963) et Hendrik Lorentz (1853-1928) puis en 1938 par Albert Einstein 1879-1955), Leopold Infeld (1898-1968) et Banesh Hoffmann (1906-1986).

## Paramétrage d'Eddington
Le premier paramétrage post-newtonien a été proposé par Arthur Eddington (1882-1944) afin de discuter les tests classiques de la relativité générale,. Il a été repris par Howard P. Robertson (1903-1961) puis par Leonard I. Schiff (1915-1971). Il est basé sur le développement post-newtonien de la métrique de Schwarzschild en coordonnées isotropes, et pour un champ faible. La métrique s'écrit alors,, :
{\displaystyle \mathrm {d} s^{2}=\left[1-2\alpha \left({\frac {GM}{c^{2}\rho }}\right)+2\beta \left({\frac {GM}{c^{2}\rho }}\right)^{2}\!+\dots \right]c^{2}\mathrm {d} t^{2}-\left[1+2\gamma \left({\frac {GM}{c^{2}\rho }}\right)+\dots \right]\left[\mathrm {d} \rho ^{2}+\rho ^{2}\left(\mathrm {d} \theta ^{2}+\sin ^{2}\theta \;\mathrm {d} \phi ^{2}\right)\right]},
où :
- {\displaystyle \alpha ,\beta ,\gamma } sont les paramètres d'Eddington[4],[5].
- {\displaystyle \rho } est le rayon isotrope[10], défini par la relation[11] : {\displaystyle r=\rho \left[1+\gamma \left({\frac {GM}{c^{2}\rho }}\right)\right]}.

En relativité générale, : {\displaystyle \alpha =\beta =\gamma =1}. Mais, dans la théorie de Brans et Dicke : {\displaystyle \alpha =\beta =1} et {\displaystyle \gamma ={\frac {\omega +1}{\omega +2}}} où {\displaystyle \omega } est un paramètre libre et sans dimension de la théorie.